# Yamada-kun e le 7 streghe
Yamada-kun e le 7 streghe (山田くんと７人の魔女?, Yamada-kun to 7-nin no majo), anche noto come Yamada-kun and the Seven Witches, è un manga shōnen scritto e disegnato da Miki Yoshikawa. Serializzato sul Weekly Shōnen Magazine di Kōdansha dal 22 febbraio 2012 al 22 febbraio 2017, in Italia è edito dalla Star Comics. Un dorama di otto episodi, basato sulla serie, è stato trasmesso sulla Fuji TV tra il 10 agosto e il 28 settembre 2013. Un adattamento anime, prodotto dalla Liden Films, è andato in onda in Giappone dal 12 aprile al 28 giugno 2015.

## Trama

I protagonisti Ryū e Urara

Profondamente insoddisfatto della sua vita scolastica, Ryū Yamada è un rinomato teppista del liceo Suzaku che un giorno cade dalle scale e finisce per caso sulla studentessa modello Urara Shiraishi. Al risveglio in infermeria, Ryū si rende subito conto di essersi scambiato di corpo con la ragazza, ragion per cui i due provano in tutti i modi a far tornare le cose alla normalità, finché non scoprono che la chiave è baciarsi.
Svelato il loro segreto, Toranosuke Miyamura, uno dei vicepresidenti del consiglio studentesco, gli consiglia di ridare vita al vecchio club di studi sovrannaturali della scuola, così da poterne sfruttare l'aula in tutta tranquillità, ma poco dopo il gruppo aumenterà di numero con l'entrata in scena di Miyabi Itō, una studentessa fanatica del soprannaturale, e Kentarō Tsubaki, uno studente trasferito. Scoperta l'esistenza di altre "streghe", sia maschi sia femmine, ognuna dotata di un potere differente, col passare del tempo il club finirà quindi per addentrarsi sempre di più nei misteri della scuola, dove Ryū giocherà un ruolo fondamentale.

## Personaggi

### Protagonisti
Ryū Yamada (山田 竜?, Yamada Ryū)
Doppiato da: Ryōta Ōsaka
Un teppista apatico che trova il liceo noioso e che va male a scuola. Dopo aver incontrato Urara ed essersi scambiato di corpo con lei, scopre di essere in grado di copiare il potere delle sette streghe nella sua scuola semplicemente baciandole. Il suo cibo preferito è la yakisoba e a casa ha anche un animale di pezza di nome Sobasshimi (そばっし美?). Innamorato di Urara, più tardi si fidanzerà con lei. Nel dorama il personaggio è interpretato da Yūsuke Yamamoto.
Urara Shiraishi (白石 うらら?, Shiraishi Urara)
Doppiata da: Saori Hayami
Una studentessa modello che tiene il massimo dei voti nella sua classe, ma che è vittima di bullismo da parte di altri studenti invidiosi della sua bravura. La sua decisione iniziale di non andare al college provoca la reazione preoccupata sia degli insegnanti sia del consiglio studentesco. Dopo aver scoperto il suo potere di strega grazie a Ryū, i due iniziano a risolversi i problemi a vicenda. Di conseguenza la sua vita pian piano migliora: fa amicizia con altri studenti, ha una vita sociale e alla fine si fidanzerà anche con Ryū. Nel club di studi sovrannaturali viene nominata da Toranosuke presidentessa. Nel dorama il personaggio è interpretato da Mariya Nishiuchi.

### Club di studi sovrannaturali
Toranosuke Miyamura (宮村 虎之介?, Miyamura Toranosuke)
Doppiato da: Toshiki Masuda
Uno dei tre vicepresidenti del consiglio studentesco che convince Ryū e Urara ad unirsi al club di studi sovrannaturali della scuola, così da usarne l'aula, ormai semi abbandonata, come luogo segreto per scambiarsi di corpo. Ha una personalità allegra e tende spesso a flirtare con Ryū e gli altri membri del club in modo da provare i vari poteri. Poco dopo essere diventato il nuovo presidente del consiglio studentesco, rivela di essersi candidato solo per far tornare sua sorella Leona a scuola. Nel dorama il personaggio è interpretato da Ide Takuya della band Ships.
Miyabi Itō (伊藤 雅?, Itō Miyabi)
Doppiata da: Maaya Uchida
Una ragazza un po' ingenua che, ossessionata dai fenomeni soprannaturali, si unisce al club di Ryū e Urara poco dopo di loro. In un'intervista di Natalie, Yoshikawa ha affermato che sembra essere molto popolare tra i lettori maschili. Nel dorama il personaggio è interpretato da Reina Triendl.
Kentarō Tsubaki (椿 健太郎?, Tsubaki Kentarō)
Doppiato da: Toshiharu Sasaki
Uno studente trasferito che ha una cotta per Urara. Dopo essere stato fermato da Ryū prima che causasse accidentalmente un incendio nel vecchio edificio scolastico cucinando del tempura, si unisce anche lui al club di studi sovrannaturali.

### Streghe
Nene Odagiri (小田切 寧々?, Odagiri Nene)
Doppiata da: Eri Kitamura
La seconda vicepresidentessa del consiglio studentesco, la quale compete con Toranosuke per il prossimo posto di presidente del consiglio. Essendo una delle sette streghe della scuola, la sua abilità le permette di conquistare il cuore di qualunque persona lei baci. Tra le persone che ha fatto invaghire di lei, figura anche Ushio, un vecchio amico di Ryū che però continua a seguirla indipendentemente dal fatto che sia sotto effetto o meno del suo incantesimo. È la prima studentessa a recuperare i propri ricordi dopo che Ryū incontra la settima strega, ma mentre cerca di aiutarlo, Shin'ichi e Haruma si accorgono della sua decisione di mettere da parte i suoi sentimenti d'amore per lui. Più tardi diventa il cancelliere del nuovo consiglio studentesco. Nel dorama il personaggio è interpretato da Ito Ono.
Meiko Ōtsuka (大塚 芽子?, Ōtsuka Meiko)
Doppiata da: Yui Makino
La presidentessa del club di manga, nonché la terza strega della scuola ad incappare nel club di studi sovrannaturali. La sua abilità le permette di usare la telepatia per comunicare con qualunque persona lei baci. È molto timida, ma quando usa il suo potere od organizza eventi per il suo club tende a diventare prepotente ed autoritaria. Sia lei che Ryū sono considerati gli studenti peggiori del loro anno. Nel dorama il personaggio, interpretato da Karen Miyama, aspira anche a diventare una mangaka.
Maria Sarushima (猿島 マリア?, Sarushima Maria)
Doppiata da: Yuki Takao
Una studentessa trasferita che può vedere il futuro dalla prospettiva delle persone che bacia. Ha una personalità molto amichevole, ragion per cui riesce a parlare con chiunque facilmente. Dopo aver scoperto che sarebbe stata ritenuta responsabile di un incendio nel vecchio edificio scolastico, smette di frequentare la scuola, ma quando Ryū e i suoi amici vengono a sapere tutto, insieme riescono a prevenire l'incidente. Più tardi inizia a lavorare come modella, chiedendo spesso a Ryū opinioni sulle sue foto. Nel dorama il personaggio, interpretato da Fujiko Kojima, ha una visione differente e, al momento del suo primo incontro con Ryū, frequenta ancora le lezioni.
Noa Takigawa (滝川 ノア?, Takigawa Noa)
Doppiata da: Aoi Yūki
Una studentessa del primo anno che causa problemi in tutta la scuola insieme ad altri tre suoi compagni. È una delle sette streghe con l'abilità di vedere i ricordi traumatici delle persone che bacia. Dopo che Ryū la affronta in modo diretto e la aiuta a risolvere i suoi problemi, inizia a provare qualcosa per lui. Nel dorama il personaggio, interpretato da Airi Matsui (precedente membro del gruppo idol Sakura Gakuin), è invece un'ex attrice bambina che ha sofferto di un evento traumatico alle medie.
Mikoto Asuka (飛鳥 美琴?, Asuka Mikoto)
Doppiata da: Kana Hanazawa
La segretaria del consiglio studentesco, nonché la guardia del corpo di Haruma. Apparentemente gentile e sempre composta, al primo incontro con Ryū dimostra però di avere anche un lato sadico. È una delle sette streghe della scuola, ma di sua spontanea volontà ha lasciato che Shin'ichi le rubasse i suoi poteri. Nel dorama il personaggio, interpretato da Ryoko Kobayashi, è ancora una strega che può rendersi invisibile alle persone che bacia. Sebbene non si fidi dei maschi, i quali la guardano solo maliziosamente oppure se la immaginano in maniera diversa da quella che è, è innamorata di Haruma.
Rika Saionji (西園寺 リカ?, Saionji Rika)
Doppiata da: Masumi Tazawa
Una misteriosa "settima strega" capace di cancellare i ricordi delle persone sulle streghe. Ogni volta che una persona viene a conoscenza del suo nome, lei le si avvicina e le cancella la memoria. A differenza degli altri poteri, il suo può essere usato anche senza baciare direttamente qualcuno. Durante la sua prima apparizione, indossa dei guanti e porta un parasole; rivela anche a Ryū di avere abitudini perverse, come ad esempio non indossare biancheria intima. Dato che il suo potere non funziona su Ryū, l'effetto ricade su di lei e i suoi ricordi sulle sue compagne streghe vengono sostituiti da altre persone dalla parte di Ryū. Più tardi si scopre che i suoi poteri non funzionano mai sulla stessa persona per più di una volta e che anche la sua esistenza viene cancellata dai ricordi degli altri, ad eccezioni di pochi individui. Quando le sette streghe si riuniscono e la cerimonia ha inizio, Rika rivela che il desiderio si attiva con il suo bacio. Nel dorama il personaggio, interpretato da Yukie Kawamura, fa amicizia con Leona al momento della scoperta dei diari e delle streghe, ma poi un suo bacio le fa dimenticare la sua esistenza.

#### Altre streghe
Tsubasa Kon'no (紺野 つばさ?, Kon'no Tsubasa)
Una giocatrice di basket in possesso di un'abilità di sottomissione, simile a quella di Nene, che però fa semplicemente obbedire ai suoi ordini le persone che bacia, senza che esse tentino di soddisfarla per amore.
Nancy (ナンシー?, Nanshī)
Una studentessa dall'aspetto punk che ha il potere di manipolare i ricordi delle persone sulle streghe e che può accorgersi di chi ha abilità sovrannaturali o meno. Lei e Sid tengono d'occhio sia le streghe della scuola sia gli studenti con cui esse entrano in contatto, facendo finta nel frattempo di essere membri del club di musica leggera. Dopo che Ryū recupera alcuni suoi ricordi, il suo vero nome si scopre essere Haruko Nijino (虹野 晴子?).
Kotogi Moegi (萌黄 ことり?, Moegi Kotori)
Una studentessa dal fisico mingherlino che è in grado di sentire i pensieri delle persone che baciano la sua bambola.
Aiko Chikushi (筑紫 愛子?, Chikushi Aiko)
Una ragazza con gli occhiali che guadagna soldi facendo l'indovina. Dopo aver predetto il futuro delle persone, prova a cambiarlo spacciandosi per una supereroina ed intervenendo in prima persona.
Akane Kikuchi (菊池 アカネ?, Kikuchi Akane)
Una ragazza dai capelli corti, la cui frangetta copre un solo occhio. Può diventare invisibile alle persone che bacia ed, essendo sempre molto impegnata, tende ad apparire per poco tempo.
Momoko Seishūin (清集院 桃子?, Seishūin Momoko)
Una studentessa in carne della classe 2-1 che fa parte del club di judo e che possiede il potere di scambiarsi di corpo. In un retroscena di quando non era ancora obesa, si scopre essere stata la prima strega ad aver baciato Ryū, così da aiutare Nancy a mostrargli l'esistenza dei poteri sovrannaturali.
Sora Himekawa (姫川 そら?, Himekawa Sora)
La presidentessa del club di artigianato, le cui creazioni hanno spesso un aspetto spaventoso. È una ragazza goffa e impacciata che ha il potere di vedere un ricordo romantico speciale della persona che bacia. Prima che Ryū incontrasse Urara, al primo anno si prese una cotta per lui.

#### Streghe di sesso maschile
Ushio Igarashi (五十嵐 潮?, Igarashi Ushio)
Doppiato da: Daisuke Ono
Un compagno di scuola ed amico di Ryū delle medie, che però al liceo prende una strada separata a causa del potere di Nene, che lo fa invaghire di lei. In realtà egli finisce per innamorarsi di Nene per davvero, facendo qualunque cosa pur di esaudire il suo desiderio di diventare la prossima presidentessa del consiglio studentesco. Più tardi rimane coinvolto nel club di scacchi giapponesi insieme a Mikoto, e viene sospettato di manipolare le streghe di questa fazione contro il consiglio studentesco. È in questa occasione che egli riesce a rubare l'abilità di leggere il pensiero a Kotogi. Nel dorama il personaggio è interpretato da Shōtarō Mamiya.
Shin'ichi Tamaki (玉木 真一?, Tamaki Shin'ichi)
Doppiato da: Shin'nosuke Tachibana
Un cosiddetto "ammazza streghe" che è in grado di rubare e restituire un potere per volta alle streghe. Al momento della sua introduzione, è in possesso del potere dell'invisibilità della sesta strega, che lo fa sparire dalla vista degli studenti da lui baciati. È un tipo solitario che col tempo però tende ad aprirsi sempre di più fino a diventare un amico affidabile di Ryū e gli altri. Dopo che Ryū incontra la settima strega, fa squadra con lui per invertire l'effetto dei suoi poteri. Più tardi diventa il tesoriere del nuovo consiglio studentesco, venendo poi nominato da Toranosuke come suo successore al ruolo di presidente e vincendo le elezioni senza l'uso dei suoi poteri.
Jin Kurosaki (黒崎 仁?, Kurosaki Jin)
Uno studente del primo anno che viene selezionato come vicepresidente del nuovo consiglio studentesco insieme a Midori. Indossa sempre un cappuccio ed ha l'aspetto di un ribelle, ma è anche molto fedele a Toranosuke e cerca di guadagnarsi sempre il suo favore. Dopo aver baciato Ryū senza alcun effetto, con l'aiuto di Midori scopre di essere dotato anche lui di un potere che gli permette di tornare indietro nel tempo nel passato di qualcuno.
Rui Takuma (詫摩 類?, Takuma Rui)
Una strega che riceve il settimo potere di cancellare i ricordi delle persone dopo che Rika perde il suo. Ha dei lunghi capelli bianchi, sviene facilmente perché affetto da anemia e gira sempre con un bastone da passeggio. In realtà il potere che desidera è quello di conoscere le relazioni umane. Come Urara, è uno dei migliori studenti della scuola, tanto che pur assentandosi per molto tempo, non viene espulso grazie alla sua intelligenza. Più tardi torna a frequentare le lezioni solo per via del suo interesse per le streghe e i loro poteri.
Masamune Ichijō (一条 政宗?, Ichijō Masamune)
Un membro del club di scacchi giapponesi che si oppone al consiglio studentesco. Ha il potere della provocazione, che può attivare scambiandosi una stretta di mano con il bersaglio. Le sue vittime diventano insoddisfatte della loro condizione, ragion per cui sono pronte a trovare un capro espiatorio su cui scaricare la colpa di tutti i loro problemi alla prima occasione.
Yuri Miura (三浦 悠里?, Miura Yuri)
Un membro del club di scacchi giapponesi che porta i capelli corti a caschetto. Ha il potere della manipolazione, che può usare su una sola persona per volta dandole una testata. In questo modo può controllare le azioni delle sue vittime proprio come se stesse giocando a un videogioco in prima persona. Più tardi, rivela di essere innamorato di Sora, che è una sua vicina di casa.

### Altri personaggi
Haruma Yamazaki (山崎 春馬?, Yamazaki Haruma)
Doppiato da: Jun Fukuyama
Il presidente del consiglio studentesco. Nonostante sembri distaccato e pervertito, in realtà è un tipo molto scaltro che ottiene sempre ciò che vuole manipolando o ricattando i vari club, quello di studi sovrannaturali incluso. Anche lui, insieme al resto del consiglio studentesco, è a conoscenza dell'esistenza delle streghe, tanto che manipola Ryū per fargli scoprire la loro identità. Più tardi prova a impedire la riunione delle streghe, ma alla fine cede per scoprire perché è diventato presidente e recuperare dunque i suoi ricordi cancellati: si viene a sapere così che egli un tempo faceva parte del club di studi sovrannaturali insieme a Leona, ma che poi si era sacrificato per proteggerla da Rika, la quale aveva intenzione di cancellare la memoria a entrambi. Nel dorama il personaggio, interpretato da Hidenori Tokuyama, scopre di avere il potere di "ammazza streghe", cioè di poter rubare e restituire i poteri a una strega baciandola.
Leona Miyamura (宮村 レオナ?, Miyamura Reona)
Doppiata da: Miyuki Sawashiro
La sorella maggiore di Toranosuke, nonché un ex membro del club di studi sovrannaturali. Dopo aver scoperto il nome della settima strega, ha smesso di frequentare la scuola per paura che le venisse cancellata la memoria, recludendosi in casa per usare soltanto il computer e lanciando forbici a mo' di coltelli per difendersi dagli intrusi. Più tardi rivela che lei e Haruma erano entrambi membri del club e che quest'ultimo, dopo aver scoperto il potere della settima strega, le aveva detto di fuggire. Nel dorama, invece, il personaggio, interpretato da Aoi Nakabeppu, smette di frequentare la scuola proprio perché le è stata cancellata la memoria.
Midori Arisugawa (有栖川 翠?, Arisugawa Midori)
Una studentessa del primo anno che viene selezionata come vicepresidentessa del nuovo consiglio studentesco insieme a Jin. È una ragazza un po' svampita dal petto prosperoso che, nonostante il comportamento volontariamente provocante e malizioso, in realtà non ha amici e rimane sempre sola in classe.
Kaori Yasojima (八十島 かおり?, Yasojima Kaori)
L'altro membro femminile del club di scacchi giapponesi oltre a Mikoto. È la persona che si comportava in maniera prepotente con Noa, ossia la causa che poi le ha fatto sviluppare i suoi poteri da strega. Più tardi si scopre essere stata anche lei vittima di bullismo a scuola per tutto il tempo, ma che in qualche modo era riuscita a sopportarlo. Prova ad andare d'accordo con gli altri membri del suo club nonostante il fatto che usino spesso i poteri su di lei. Quando il suo fidanzato la scarica e lascia che sia aggredita, Ryū la salva e utilizza il potere della manipolazione per farla opporre al bullismo, dopo di che lei stessa comincia a lottare per sé, guadagnandosi anche un'amica.
Sid (シド?, Shido)
L'unico altro membro del "club di musica leggera" oltre a Nancy, di cui è innamorato. Mentre aiuta Nancy a tenere sotto controllo le streghe, dà anche consigli a Ryū per fargli rendere felice Urara, cosa egli stesso vorrebbe fare con la sua amata. È molto forte, tanto che può sopraffare Ryū in un batter d'occhio.
Karen Kimishima (君島 カレン?, Kimishima Karen)
Doppiata da: Mai Nakahara
Il capitano della squadra femminile di tiro con l'arco della scuola. Inizialmente viene sospettata essere una strega da Ryū, in quanto si rifiuta di permettere che la vecchia aula del club di tiro con l'arco venga ricostruita. Più tardi però, si scopre che la ragione dietro ciò era solo che in quella stanza risiedevano i suoi ricordi delle vecchie attività del club. Di solito, quando è imbarazzata, tende a sollevare e a gettare per terra Ryū, non riuscendo ad ammettere di provare qualcosa per lui.
Tatsumi Yamada (山田 辰巳?, Yamada Tatsumi)
Doppiata da: Rina Hidaka
La sorella minore di Ryū, ossia una delle poche persone di cui egli sembra davvero aver paura a causa dell'influenza autorevole che ha su di lui. Il suo passatempo è guardare gruppi di idol famosi di sesso maschile.

## Produzione

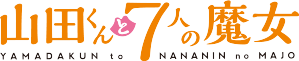
Logo della serie

Dopo che l'autrice Miki Yoshikawa terminò la sua precedente opera Yankee-kun & Megane-chan - Il teppista e la quattrocchi, pubblicata sul Weekly Shōnen Magazine di Kōdansha dal 2006 al 2011 per un totale di 211 capitoli, il suo editore le suggerì di preparare un one-shot per il Bessatsu Shōnen Magazine. Yoshikawa ideò due storie: un abbozzo di Yamada-kun e Maō no kyōshitsu. Tra le due, fu scelta la seconda, ma la serializzazione si rivelò problematica a causa del fatto che la protagonista era una bambina delle elementari. La storia di Yamada-kun divenne quindi il primo capitolo della serie.
In un'intervista di Natalie, Yoshikawa ha affermato di aver pensato all'idea dello scambio di corpi già ai tempi di Yankee-kun e di aver studiato alcuni libri di medicina proprio per scoprire le differenze, sia fisiche sia emotive, tra uomini e donne, ma che poi sfruttò l'idea semplicemente perché le piaceva. "Mi venne in mente così per caso, ma poi mi chiesi come avrebbe potuto reagire un maschio nel corpo di una femmina e viceversa". Come risultato, l'autrice finì dunque per trattare i personaggi scambiati di corpo come personaggi a sé stanti.
Dopo averle fatto notare che i protagonisti di entrambe le sue opere sono dei delinquenti, Yoshikawa ha risposto che le è stato più facile creare quel tipo di personaggi semplicemente perché crebbe nella parte bassa di Tokyo. Inoltre i suoi personaggi e i loro nomi non si basano mai sui suoi amici, cosicché le sia sempre possibile fargli fare qualche pazzia. L'autrice ha anche rivelato i suoi tentativi di diversificare ogni bacio, precisando però che ogni volta usa la stessa angolazione di lato per esser certa che si vedano bene. In particolare, riguardo ai baci tra i membri dello stesso sesso, Yoshikawa ha dichiarato di non aver avuto intenzione di mirare a nessuna fascia demografica, ma che questo fu semplicemente "un esito inevitabile".

## Media

### Manga
Il manga, scritto e disegnato da Miki Yoshikawa, è stato serializzato sulla rivista Weekly Shōnen Magazine di Kōdansha dal 22 febbraio 2012 al 22 febbraio 2017. I vari capitoli sono stati raccolti in ventotto volumi tankōbon, pubblicati tra il 15 giugno 2012 e il 17 aprile 2017. Oltre ai capitoli legati alla serie principale, l'autrice ha pubblicato diversi capitoli extra, tra cui un crossover tra Yamada-kun e le 7 streghe e la sua precedente opera Yankee-kun & Megane-chan - Il teppista e la quattrocchi.
In Italia il manga è stato annunciato da Star Comics in occasione del Lucca Comics & Games 2013 e la pubblicazione dei volumi ha avuto inizio nel marzo 2014 per poi terminare nel luglio 2019. La traduzione dei testi è stata curata da Manuela Capriati. In America del Nord, invece, i diritti sono stati acquistati da Kodansha Comics USA, mentre in 170 paesi del mondo i capitoli della serie sono stati pubblicati digitalmente da Crunchyroll a partire dal 26 ottobre 2013.

### Dorama
Il dorama di otto episodi, basato sulla serie, è stato trasmesso sulla Fuji TV dal 10 agosto al 28 settembre 2013. Tra i vari attori figurano nei ruoli dei due protagonisti Ryū Yamada e Urara Shiraishi rispettivamente Yūsuke Yamamoto e Mariya Nishiuchi. La sigla è intitolata Time machine nante iranai (タイムマシンなんていらない?, Taimu mashin nante iranai) ed è interpretata dall'ex-diva delle AKB48 Atsuko Maeda, la quale ha definito il pezzo "allegro e divertente" con la speranza che sarebbe stato in grado di animare in modo appropriato lo spettacolo. Il voto medio della serie è stato del 6,3%.
| Nº | Titolo italiano (traduzione letterale) Giapponese 「Kanji」 - Rōmaji | In onda           | In onda |
| Nº | Titolo italiano (traduzione letterale) Giapponese 「Kanji」 - Rōmaji | Giapponese        |         |
| 1  | Turnover 「イレカワリ」 - Irekawari                                  | 10 agosto 2013    |         |
| 2  | Tricot 「トリコ」 - Toriko                                           | 17 agosto 2013    |         |
| 3  | Telepatia 「テレパシー」 - Terepashī                                 | 24 agosto 2013    |         |
| 4  | Trauma 「トラウマ」 - Torauma                                        | 31 agosto 2013    |         |
| 5  | Investimento futuro 「ミライトウシ」 - Mirai tōshi                   | 7 settembre 2013  |         |
| 6  | L'uomo invisibile 「トウメイ人間」 - Tōmei ningen                    | 14 settembre 2013 |         |
| 7  | Operazione alla memoria 「キオクソウサ」 - Kioku sōsa                | 21 settembre 2013 |         |
| 8  | La strega sigillata 「魔女封印」 - Majo fūin                         | 28 settembre 2013 |         |

### Anime
Un video promozionale animato di circa due minuti, diretto da Seiki Takuno, è stato pubblicato dalla Liden Films il 26 agosto 2013; lo stesso studio ha poi lanciato nel giugno 2014 un sito dedicato alla serie per annunciare che ne avrebbe prodotto un OAV. Col tredicesimo volume del manga, è stato poi fatto un nuovo annuncio: mentre il primo OAV sarebbe stato pubblicato insieme all'edizione limitata del quindicesimo volume, un secondo OAV sarebbe uscito insieme a quella del diciassettesimo. Il primo episodio è stato pubblicato infatti il 15 dicembre 2014, mentre il secondo è stato messo in vendita il 15 maggio 2015.
La serie televisiva anime, sempre prodotta dalla Liden Films, stavolta per la regia di Tomoki Takuno, è andata in onda dal 12 aprile al 28 giugno 2015. Il soggetto è stato scritto da Michiko Yokote, mentre la colonna sonora è stata composta da Masaru Yokoyama. Le sigle di apertura e chiusura sono rispettivamente Kuchizuke Diamond (くちづけ Diamond?) della band Weaver e Candy Magic delle Mimi Meme MIMI. In varie parti del mondo gli episodi sono stati trasmessi col titolo Yamada-kun and the Seven Witches in streaming in simulcast, anche coi sottotitoli in lingua italiana, da Crunchyroll.

#### Episodi
| Nº | Titolo italiano Giapponese 「Kanji」 - Rōmaji                                                                             | In onda        | In onda |
| Nº | Titolo italiano Giapponese 「Kanji」 - Rōmaji                                                                             | Giapponese     |         |
| 1  | Sono diventato lei! 「アイツになってんじゃねーかぁぁッ！」 - Aitsu ni nattenja nee ka!                                    | 12 aprile 2015 |         |
| 2  | Baciami, ok? 「俺とキスしな」 - Ore to kisu-shina                                                                         | 19 aprile 2015 |         |
| 3  | Accetterai? O no? 「受ける？それとも受けない？」 - Ukeru? Soretomo ukenai?                                                | 26 aprile 2015 |         |
| 4  | A quanto pare mi sono innamorato di Yamada! 「山田のことが好きになったみたい！」 - Yamada no koto ga suki ni natta mitai! | 3 maggio 2015  |         |
| 5  | Non devi baciarla, ok? 「キスしちゃダメよ？」 - Kisu shicha dame yo?                                                      | 10 maggio 2015 |         |
| 6  | Rispondi! 「応答せよっ！」 - Ōtō seyo!                                                                                    | 17 maggio 2015 |         |
| 7  | Tutto ma non il tempura! 「天ぷらだけはやめてくれぇ！」 - Tenpura dake wa yamete kure!                                    | 24 maggio 2015 |         |
| 8  | Sei proprio seccante. 「超ウザイんだけど」 - Chō uzain dakedo                                                             | 31 maggio 2015 |         |
| 9  | Assicurati di cambiare il futuro. 「必ず未来を変えて」 - Kanarazu mirai o kaete                                           | 7 giugno 2015  |         |
| 10 | Esci con me, per favore! 「俺と付き合ってください」 - Ore to tsukiatte kudasai                                            | 14 giugno 2015 |         |
| 11 | Che hai fatto a Shiraishi?! 「白石をどこにやった！」 - Shiraishi o doko ni yatta!                                         | 21 giugno 2015 |         |
| 12 | Ti amo, Shiraishi! 「俺は白石が好きだ！」 - Ore wa Shiraishi ga suki da!                                                  | 28 giugno 2015 |         |

## Accoglienza
La serie ha venduto più di due milioni di copie entro settembre 2013. Il video promozionale di due minuti, prodotto dalla Liden Films, è stato visualizzato invece più di un milione di volte.